# Cedar Hills (Oregon)
Cedar Hills az Amerikai Egyesült Államok északnyugati részén, Oregon állam Washington megyéjében, a 26-os úttól délre, a portlandi agglomerációban elhelyezkedő statisztikai- és önkormányzat nélküli település. A 2010. évi népszámláláskor 8949 lakosa volt. Területe 6 km², melynek 100%-a szárazföld.
A település tervezett közösség, építése 1946-ban kezdődött. 1961-es elkészültekor a nyugati part legnagyobbja volt. A terület egy részét Beavertonhoz csatolták, és tervezik a teljes hozzácsatolást.
Cedar Hillsben 2114 lakás található, melyek felügyeletét a lakásfenntartó (Homes Association of Cedar Hills) látja el.

## Történet

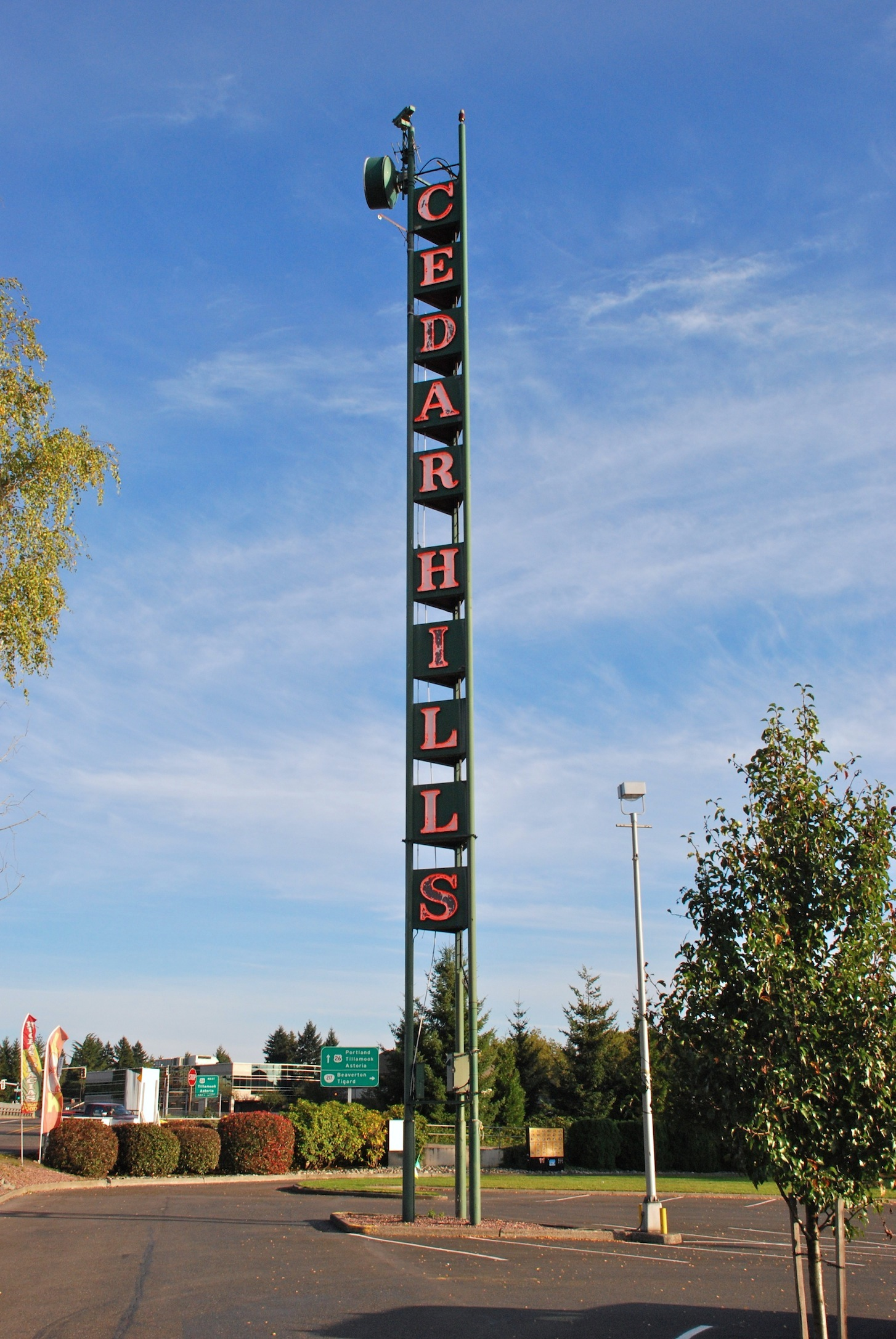
A neonfelirat

1946 áprilisában jelentették be, hogy a területen egy tervezett közösség fog épülni; ekkor neki is láttak az első 50 épület megépítéséhez. A tervek az utak és közszolgáltatások mellett egy bevásárlóközpontot, számos iskolát, parkot, és templomokat is tartalmaztak a 320 hektáron elhelyezkedő 2000 lakóház mellett. A The Oregonian egy újságírója szerint a projekt „a valaha északnyugaton tervezett legtörekvőbb”.
A bevásárlóközpont építése 1954-ben kezdődött. A közösség északi határán, a Sunset sugárúttól közvetlenül délre nyílt meg 1955 áprilisában a Cedar Hills Shopping Center. Korábban állt már itt egy szupermarket, melyet összevontak az épülettel; a komplexumban többek között vegyesbolt, csak rendelésre áruló egység, bank és benzinkút működött. Az épület előtti neonvilágítású oszlop helyi látványosság lett. 1979-ben az épület mögött, a Wilshire Streeten megnyílt a Trimet autóbusz-pályaudvara, mely közel 20 évig működött. 1998-ban, a Metropolitan Area Express gyorsvillamos kék vonalának átadásával egyben nyílt meg a Sunset Transit Center. Az állomás és a település között az országúton átívelő gyalogoshíd is épült. 2009-ben a közlekedési felügyelet a bevásárlóközpontban irodát nyitott, mely a korábbi, beavertonit váltotta le.

## Népesség

### 2010
A 2010-es népszámláláskor  8300 lakója, 3410 háztartása és 2128 családja volt. A népsűrűség 1383,3 fő/km2. A lakóegységek száma 3574, sűrűségük 595,7 db/km2. A lakosok 81%-a fehér, 1,2%-a afroamerikai, 0,6%-a indián, 4,8%-a ázsiai, 0,3%-a a Csendes-óceáni szigetekről származik, 7,5%-a egyéb, 4,5%-a pedig kettő vagy több etnikumú. A spanyol vagy latino származásúak aránya 13,8% (10,3% mexikói, 0,3% Puerto Ricó-i, 0,1% kubai, 3,1% egyéb spanyol vagy latino származású.)
A háztartások 29,1%-ában élt 18 évnél fiatalabb. 48% házas, 10,3% egyedülálló nő, 4,1% egyedülálló férfi, 37,6% pedig nem család. 27,5% egyedül élt; 8%-uk 65 éves vagy idősebb. Egy háztartásban átlagosan 2,42 személy élt; a családok átlagmérete 2,98 fő.
A medián életkor 38,3 év volt. Lakóinak 32,1%-a 18 évesnél fiatalabb, 5% 18 és 24 év közötti, 31,2%-uk 25 és 44 év közötti, 18,7%-uk 45 és 64 év közötti, 13%-uk pedig 65 éves vagy idősebb. A lakosok 49,3%-a férfi, 50,7%-a pedig nő.

### 2000
A 2000-es népszámláláskor   8949 lakója, 3749 háztartása és 2361 családja volt. A népsűrűség 1491,5 fő/km2. A lakóegységek száma 3926, sűrűségük 654,3 db/km2. A lakosok 83,3%-a fehér, 1,3%-a afroamerikai, 0,6%-a indián, 4,8%-a ázsiai, 0,3%-a a Csendes-óceáni szigetekről származik, 6%-a egyéb-, 3,7%-a pedig kettő vagy több etnikumú. A spanyol vagy latino származásúak aránya 11,2% (8,6% mexikói, 0,1% Puerto Ricó-i, 0,2% kubai, 2,3% pedig egyéb spanyol/latino származású.)
A háztartások 28,9%-ában élt 18 évnél fiatalabb. 49,4% házas, 9,8% egyedülálló nő; 37% pedig nem család. 29% egyedül élt; 9%-uk 65 éves vagy idősebb. Egy háztartásban átlagosan 2,39 személy élt; a családok átlagmérete 2,94 fő.
Lakóinak 33%-a 18 évesnél fiatalabb, 5,6% 18 és 24 év közötti, 33,4%-uk 25 és 44 év közötti, 15,5%-uk 45 és 64 év közötti, 12,5%-uk pedig 65 éves vagy idősebb. A medián életkor 36,4 év volt. Minden 100 nőre 98,4 férfi jut; a 18 évnél idősebb nőknél ez az arány 155,8.
A háztartások medián bevétele 48 200 amerikai dollár, ez az érték családoknál $56 401. A férfiak medián keresete $42 293, míg a nőké $29 922. Az egy főre jutó bevétel (PCI) $26 812. A családok 3,9%-a, a teljes népesség 6,5%-a élt létminimum alatt; a 18 év alattiaknál ez a szám 7,8%, a 65 évnél idősebbeknél pedig 3%.

## Fordítás
Ez a szócikk részben vagy egészben  a   Cedar Hills, Oregon című angol Wikipédia-szócikk ezen változatának fordításán alapul.  Az eredeti cikk szerkesztőit annak laptörténete sorolja fel. Ez a jelzés csupán a megfogalmazás eredetét és a szerzői jogokat jelzi, nem szolgál a cikkben szereplő információk forrásmegjelöléseként.